# Przymus drogowy

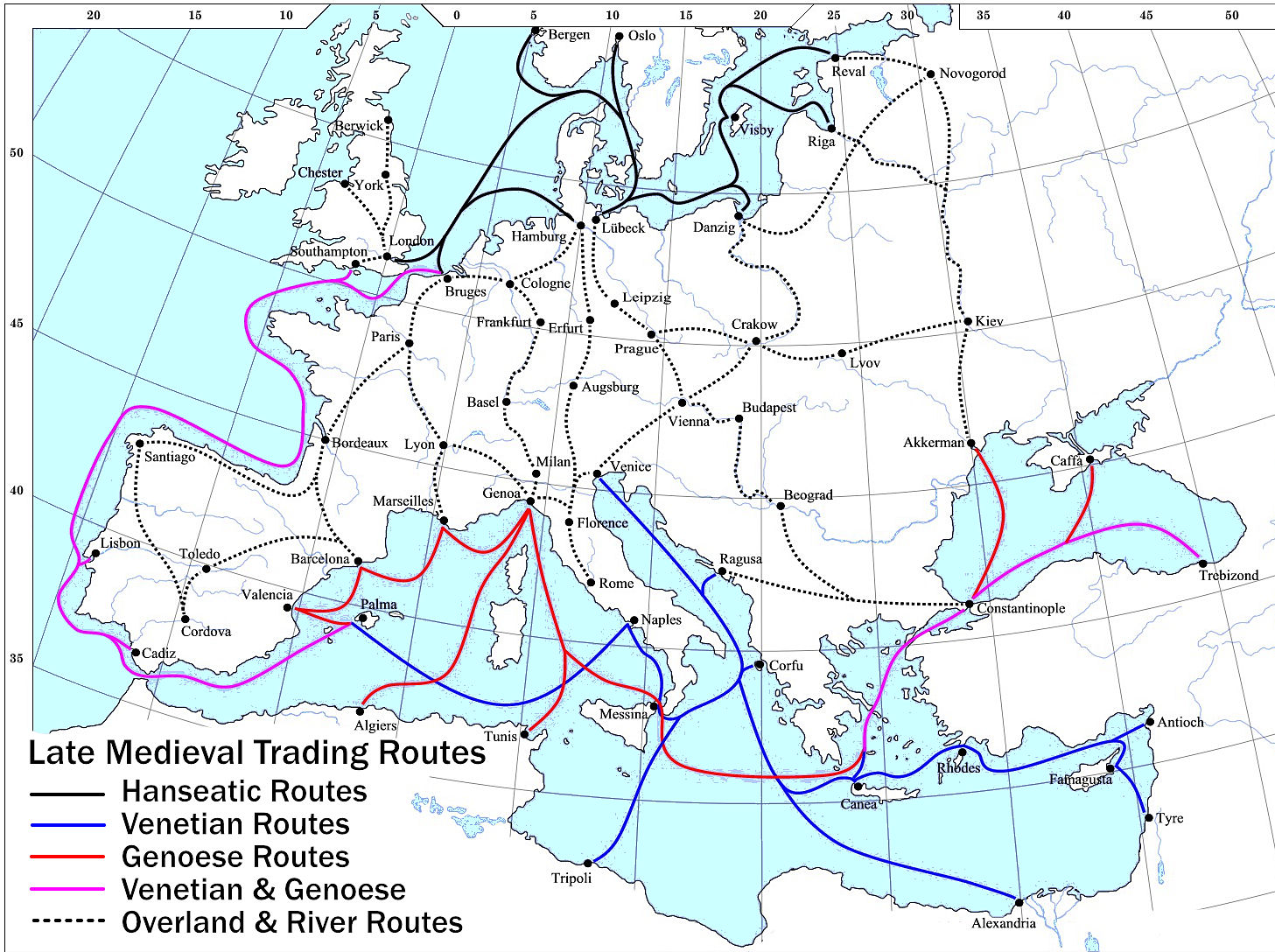
Główne drogi handlowe w późnośredniowiecznej Europie

Przymus drogowy – istniejący w średniowiecznej Europie obowiązek poruszania się kupców przewożących towary po określonych drogach, będących własnością władcy. Przy drogach tych były umiejscowione komory celne. Za użytkowanie swojej drogi panujący pobierał opłaty w postaci cła i myta. Przymus drogowy był niezbędnym uzupełnieniem prawa składu. Do przestrzegania przymusu drogowego, oprócz kar, kupców skłaniała opieka władcy nad wyznaczonymi drogami. Od końca XIII wieku większe miasta starały się o przywileje zwalniające ich kupców od cła.